# Antonio Labriola
Antonio Labriola (Cassino, 1843. július 2. – Róma, 1904. február 12.) az első olasz marxista teoretikus, különösen a történelmi materializmussal foglalkozott. Nézetei a 20. század elején jelentős hatást gyakoroltak Benedetto Crocera és Antonio Gramscira.

## Élete és munkássága
Labriola a dél-olaszországi Cassinoban született, egy általános iskolai tanító gyermekeként. A Nápolyi Egyetemen a hegeliánus Bertrando Spaventa tanítványa volt. Első publikációi még hegeliánus szellemben készültek, de 1869-re már éles kritikával illette ezt a filozófiai irányzatot. 1871-től a Nápolyi Egyetem docense.
1870 és 1874 között liberális politikai ujságokban publikált: Gazzetta di Napoli, Il Piccolo, L‘Unità Nazionale és a Monitore di Bologna. 1874-ben kinevezték a Római Egyetem etika és pedagógia professzorának. Később filozófiát, történetfilozófiát és pedagógiát adott elő. Johann Friedrich Herbart etikai pszichológiájának hatására fokozatosan eltávolodott Hegel historicizmusától.
Az 1880-as évek második felére a Giuseppe Garibaldi vezette népmozgalom és a Mihail Bakunyin nevével fémjelzett anarchista mozgalom hatására politikai nézetei mindinkább balra tolódtak. Először a radikális Clevises, majd a szocialista Filippo Turati gyakorolt rá politikai befolyást. 1880 és 1886 között államelméleti előadásokat tartott.
Részben a Párizsi Kommün hatására 1887 és 1890 között figyelme az állam és a polgári társadalom demokratikus átalakítása felé fordult. 1890-től intenzív levelezésbe kezdett Engelssel, Karl Kautskyval, Eduard Bernsteinnel és Georges Sorellel. Ettől az időszaktól mélyebben tanulmányozta Marx és Engels műveit. 1891-ben az egyik fő szervezője volt Rómában a május elsejei tüntetésnek.
1892-ben részt vett a Szocialista Párt Genovai alapító kongresszusán, ahol bírálta Turati pragmatikus és reformista pártkoncepcióját. Mivel felismerte az elmaradott olaszországi kapitalista fejlődés következményeként a munkásosztály politikai befolyásának gyengeségét, visszavonult a konkrét szervezőmunkától és energiáit a teoretikus tevékenységnek szentelte.
Egyik legfontosabb műve A történelmi materializmusról (Del materialismo storico) címmel 1896-ban jelent meg először, s íróját kora elismert marxista teoretikusává tette. G. V. Plehanov terjedelmes tanulmányt szentelt e munka kritikai elemzésének és méltatásának. Munkája hozzájárulás volt az akkoriban kibontakozó „etikai marxizmus” kontra „tudományos marxizmus” vitához – az utóbbi védelmében. E vitában Bernstein és hívei filozófiailag a marxizmus neokantiánus revízióját, politikailag pedig reformizmust hirdettek.

## Öröksége
Labriola az olasz marxizmus alapítójának számít. Tevékenységét Engels, Plehanov, Lenin, Gramsci, Palmiro Togliatti nagy elismeréssel méltatta. Engelshez írott leveleit 1927–1928-ban publikálták. Műveit a mai napig érdeklődés övezi, a közelmúltban is újra kiadták.

## Művei nyomtatásban

### Magyarul
- Tanulmányok a történelmi materializmusról; ford. Nyilas Vera; Kossuth, Bp., 1966

### Olaszul
- La concezione materialistica della storia, 1868
- La dottrina di Socrate secondo Senofonte, Platone ed Aristotele, 1871
- Della libertà morale, 1873
- Morale e religione, 1873
- Dell'insegnamento della storia. Studio pedagogico, 1876
- L'ordinamento della scuola popolare in diversi paesi. Note, 1881
- I problemi della filosofia della storia. Prelezione letta nella Universita di Roma il 28 febbraio 1887, 1887
- Della scuola popolare. Conferenza tenuta nell'aula magna della Universita (domenica 22 gennaio 1888), 1888
- Al comitato per la commemorazione di G. Bruno in Pisa. Lettera, 1888
- Del socialismo. Conferenza, 1889
- Proletariato e radicali. Lettera ad Ettore Socci a proposito del Congresso democratico, 1890
- Saggi intorno alla concezione materialistica della storia

In memoria del manifesto dei comunisti, 1895
Del materialismo storico. Dilucidazione preliminare, 1896
Discorrendo di socialismo e di filosofia. Lettere a G. Sorel, 1898
Da un secolo all'altro. Considerazioni retrospettive e presagi, 1925
- L'università e la libertà della scienza, 1897
- A proposito della crisi del marxismo, 1899
- Scritti varii editi e inediti di filosofia e politica, raccolti e pubblicati da Benedetto Croce, 1906
- Del materialismo storico e altri scritti, Milano, Milano, 2000, M&B Publishing
- Opere complete

Scritti e appunti su Zeller e su Spinoza (1862-1868), 1959
La dottrina di Socrate secondo Senofonte, Platone ed Aristotele (1871), 1961
Ricerche sul problema della libertà e altri scritti di filosofia e di pedagogia (1870-1883), 1962

## Művei az interneten
Olaszul
- L’Archivio Antonio Labriola Marxists Internet Archive
- http://www.intratext.com/Catalogo/Autori/Aut568.HTM

Angolul
- Antonio Labriola Archive at Marxists Internet Archive